# Satyrium neilgherrensis
Satyrium neilgherrensis är en orkidéart som beskrevs av Philip Furley Fyson. Satyrium neilgherrensis ingår i släktet Satyrium och familjen orkidéer. Inga underarter finns listade i Catalogue of Life.